# Ricardo Sousa
Ricardo André de Pinho Sousa, noto semplicemente come Ricardo Sousa (São João da Madeira, 11 gennaio 1979), è un allenatore di calcio ed ex calciatore portoghese, di ruolo centrocampista.

## Biografia
È il figlio dell'allenatore ed ex calciatore António e il padre di Afonso Sousa, anch'egli calciatore.

## Palmarès

### Giocatore
- Coppa del Portogallo: 1

Beira-Mar: 1998-1999
- Supercoppa di Portogallo: 1

Porto: 1999